# 箱根旅助け
箱根旅助け（はこねたびだすけ）は、伊豆箱根バスが発売しているフリー乗車券である。同社が発売する箱根バスフリーについても併せて記述する。

## 概要
箱根地区を中心とした西武グループ（一部、富士急グループも含む）の交通機関・施設が利用可能なフリー乗車券である。
箱根旅助けは伊豆箱根バス指定区間内の路線バス、箱根 駒ヶ岳ロープウェー、箱根 十国峠パノラマケーブルカー、芦ノ湖遊覧船が2日間乗り放題になるフリー乗車券である。また、箱根園水族館に1回無料で入館できる。
箱根バスフリーは利用できる交通機関は伊豆箱根バスのみに限られるが、箱根 駒ヶ岳ロープウェー、箱根 十国峠パノラマケーブルカー、芦ノ湖遊覧船は割引料金で利用できる。また、箱根園水族館も無料ではないが、割引価格で入場できる。
いずれも小田急箱根の交通機関、箱根登山バス、小田急ハイウェイバス、東海バスは利用できない。
なお、同じ企業グループでありながら西武鉄道の駅では箱根旅助け・箱根バスフリーではなく、小田急グループの交通機関で利用可能な箱根フリーパスを販売している。
2012年以前は「箱根スマイルクーポン」、さらに以前は「箱根ワイドフリー」という名称だった。

## 販売箇所
販売箇所は以下の通り。
- 伊豆箱根バス
  - 小田原駅前案内所
  - 湯河原駅前案内所
  - 熱海駅前案内所
  - 元箱根案内所
  - 箱根園案内所
- 旅行会社
- コンビニエンスストア

## 利用可能な交通機関・施設
- 伊豆箱根バスの以下の区間[2]
  - 小田原駅 - 箱根湯本駅 - 湖尻・元箱根・箱根園・箱根関所跡
  - 熱海駅 - 箱根関所跡 - 元箱根 - 箱根園
  - 湯河原駅 - 箱根関所跡 - 元箱根
  - 湯河原駅 - 真鶴駅
  - 真鶴駅 - ケープ真鶴

以下は箱根旅助けのみ利用可能（箱根バスフリーは割引料金で利用可能）。
- 箱根 十国峠パノラマケーブルカー 全線
- 芦ノ湖遊覧船 全航路

以下は箱根旅助けでどちらか1つを選択して無料で利用できる。（選択しなかった方は割引料金で利用可能。）過去にはどちらも利用可能だった。（箱根バスフリーの利用者はどちらも割引料金で利用可能）。
- 箱根 駒ヶ岳ロープウェー 全線
- 箱根園水族館 1回入館無料

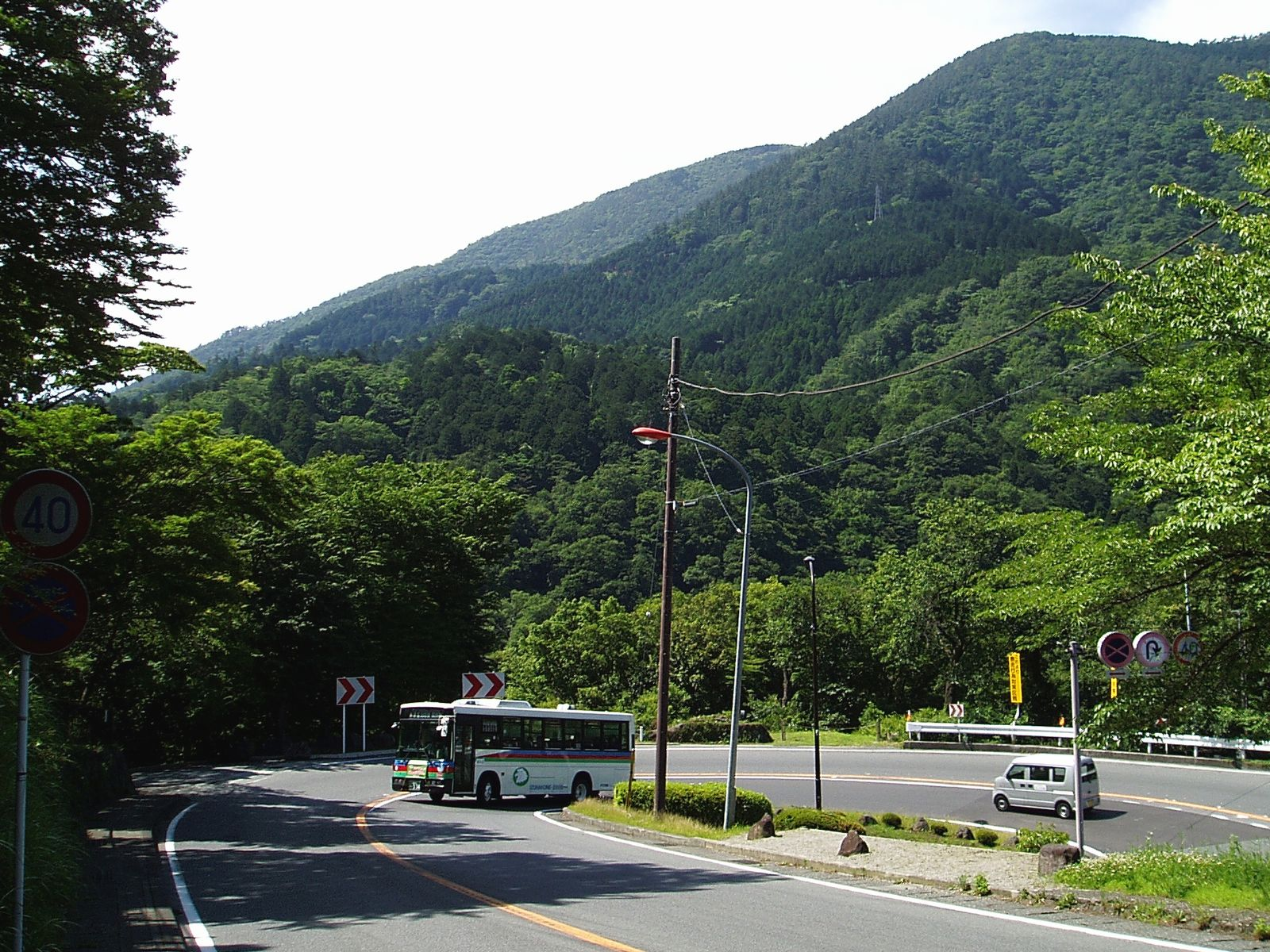
伊豆箱根バス
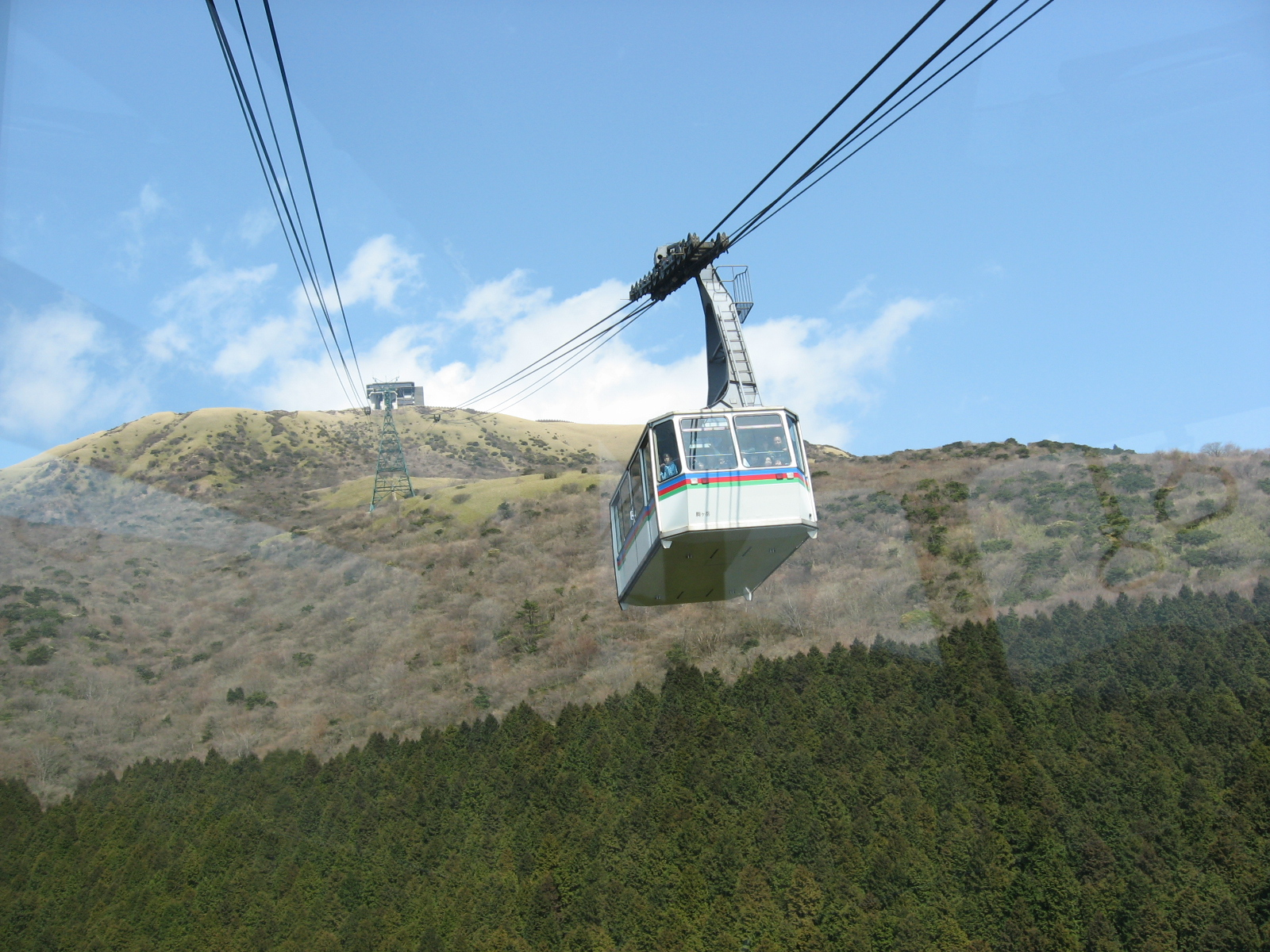
箱根 駒ヶ岳ロープウェー
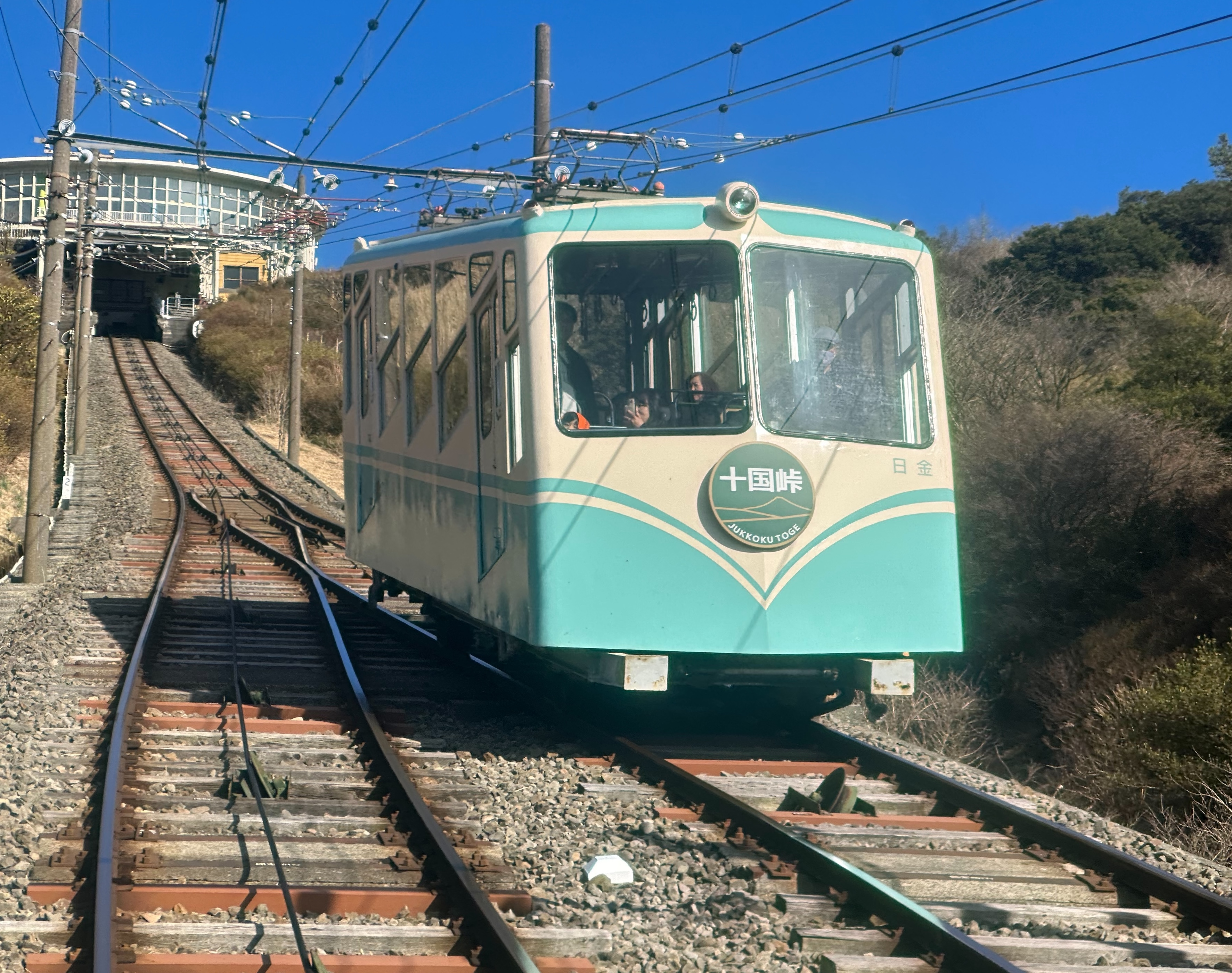
箱根 十国峠パノラマケーブルカー
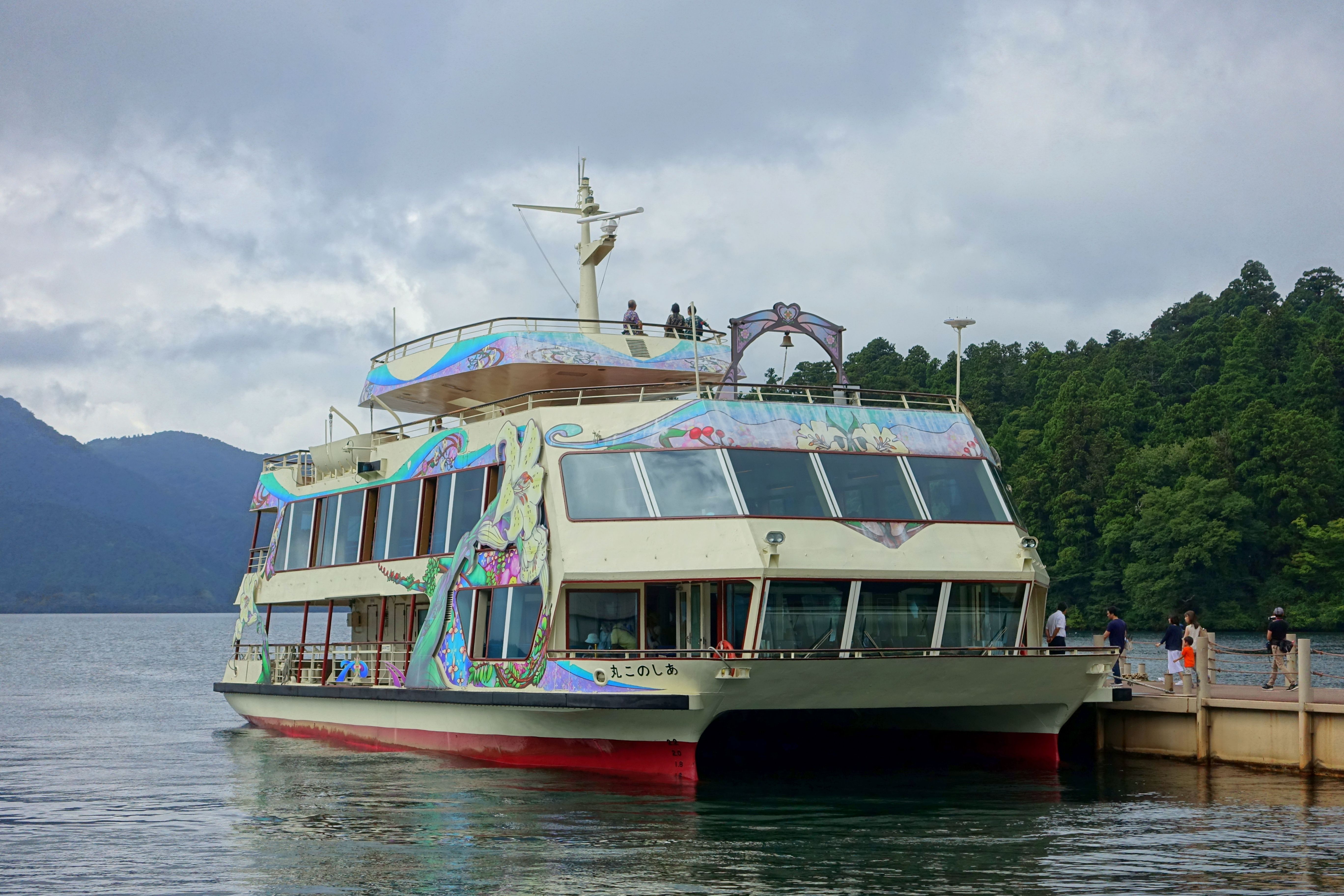
芦ノ湖遊覧船

## 価格
2025年7月現在の発売額は以下の通り（大人料金のみ記載）。
- 箱根バスフリー 1日用：2,500円、2日用：3,000円。